# Skoky na trampolíně na letních olympijských hrách
Soutěže na letních olympijských hrách ve skocích na trampolíně byly na program zařazeny roku 2000 v Sydney.

## Skoky na trampolíně
| Soutěž           | 2000 | 2004 | 2008 | 2012 | 2016 | 2020 | Celkem |
| ---------------- | ---- | ---- | ---- | ---- | ---- | ---- | ------ |
| Ženy jednotlivci | X    | X    | X    | X    | X    | X    | 6      |
| Muži jednotlivci | X    | X    | X    | X    | X    | X    | 6      |

## Medailové pořadí zemí
- Historické pořadí po LOH 2016

| Pořadí | Stát           | Zlato | Stříbro | Bronz | Celkem |
| ------ | -------------- | ----- | ------- | ----- | ------ |
| 1.     | Čína           | 3     | 2       | 6     | 11     |
| 2.     | Kanada         | 2     | 3       | 2     | 7      |
| 3.     | Rusko          | 2     | 2       | 0     | 4      |
| 4.     | Ukrajina       | 1     | 1       | 0     | 2      |
| 5.     | Německo        | 1     | 0       | 1     | 2      |
| 6.     | Bělorusko      | 1     | 0       | 0     | 1      |
| 7.     | Austrálie      | 0     | 1       | 0     | 1      |
| 8.     | Velká Británie | 0     | 1       | 0     | 1      |
| 9.     | Uzbekistán     | 0     | 0       | 1     | 1      |
| Celkem | Celkem         | 10    | 10      | 10    | 30     |